# Рафальский, Михаил Фадеевич
Михаи́л Фаде́евич (Моисей Фёдорович) Рафа́льский (Мойше-Арн Рафальский; 15 апреля 1889, Киев — 7 декабря 1937) — режиссёр еврейского театра на идише, основатель и первый художественный руководитель Белорусского государственного еврейского театра (БелГОСЕТ) в Минске. Народный артист Белорусской ССР (1934).

## Биография
Родился в семье макаровского мещанина, бухгалтера Фроима Рафальского. В детстве играл в пуримшпилях. В 1908 году поступил в драматическую школу Н. Соловцова в Киеве. Учился у Н. Савинова. Играл в различных русских труппах в Киеве, Харькове и других городах Украины. Среди ролей Рафальского в то время: царь Фёдор («Царь Фёдор Иоаннович» А. Толстого), Пётр («Мещане» М. Горького), князь Мышкин («Идиот» по роману Ф. Достоевского) и другие.
В 1918 году с группой еврейских театральных деятелей создал в Харькове первый еврейский театр на Украине «Унзер винкл» («Наш уголок»), преобразованный вскоре в еврейский передвижной театр. В репертуаре театра, наряду с пьесами еврейских драматургов («Дер эйбикер вандерер» — «Вечный странник» по О. Дымову, 1918, режиссёр М. Рафальский), шли также классические произведения европейской драматургии («Проделки Скапена» Мольера, 1918, режиссёр М. Лишин; «Родина» Г. Зудермана, 1918, режиссёр М. Тарханов). С этим театром Рафальский переехал в Витебск, а затем в Минск. В 1921 году создал в Минске еврейскую театральную студию, куда набрал молодых еврейских актёров.
В 1922 году возглавил Еврейское театральное отделение при открывшейся в Москве Белорусской государственной театральной студии, одной из нескольких студий, предназначенных для подготовки актёров национальных театров в стране. Среди преподавателей были И. Добрушин и А. Грановский. В деятельности студии Рафальский стремился к созданию оригинального репертуара. Первый спектакль «Хедер» (1923) был сделан в эстетике агитпропа и не имел зрительского успеха. Впоследствии Рафальский обратился к более традиционному материалу и в 1925 году поставил со студийцами «На покаянной цепи» И.-Л. Переца, «Проделки Скапена» Ж. Б. Мольера (в переводе на идиш Н. Ойслендера), инсценировал новеллы Шолом-Алейхема.
На базе этой студии в 1926 году Рафальский основал в Минске Белорусский государственный еврейский театр (БелГОСЕТ) и был его художественным руководителем с 1926 по 1935 год. Под руководством Рафальского БелГОСЕТ стал вторым после Московского ГОСЕТа еврейским театром в Советском Союзе. 

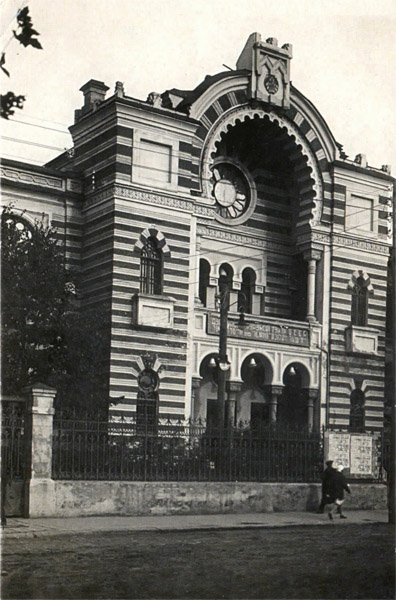
Здание синагоги в Минске, где размещался БелГОСЕТ.
Фотография 1920-х годов

В этот период режиссуру Рафальского отличало тяготение к бытовой, часто этнографической достоверности. Репертуар театра Рафальский строил на еврейской национальной драматургии. Среди наиболее известных спектаклей Рафальского в БелГОСЕТе — «Нафтоли Ботвин» (1927) Аврома Вевёрки (1887—1935), «Гирш Леккерт» (1929) А. Кушнирова, «Верхи и низы» (1929) по рассказу Д. Бергельсона «Глухой».
Рафальский был также известен как еврейский литератор и журналист; публиковал статьи о еврейском театре в журналах «Октябер» и «Штерн», был редактором сборника «Замлбух фар драмкрайзн» («Сборник для драмкружков», Минск, 1936).
Рафальский был репрессирован и расстрелян 7 декабря 1937 года. Фигурирует в «Сталинских расстрельных списках по Белорусской ССР». Посмертно реабилитирован.

### Семья
15 февраля 1938 года в собственной квартире в Минске была арестована его жена Евгения Марковна Рафальская (1887—?), уроженка Макарова, зубной врач. 16 мая 1938 года Особым совещанием при НКВД осуждена как «жена изменника родины, приговорённого к ВМН» к 8 годам ИТК и этапирована в Темниковский лагерь НКВД Мордовской АССР. Освобождена 24 июля 1943 года. Дальнейшая судьба неизвестна. Реабилитирована 18 сентября 1956 года трибуналом Белорусского военного округа. Личное дело № 7157-с хранится в архиве КГБ Беларуси.
Дочь — Ирина Михайловна Тейблюм (1913 — после 1989), будучи студенткой 5-го курса ИФЛИ, была арестована 11 марта 1938 года в Москве, приговорена как «член семьи изменника Родины» к 5 годам лишения свободы; срок заключения отбывала в Томасинлаге и в Карагандинских лагерях (после освобождения в 1944 году находилась на поселении до 1945 года, реабилитирована в 1956 году).

## Галерея
- Фотопортрет М. Ф. Рафальского